# Грано (денежная единица)

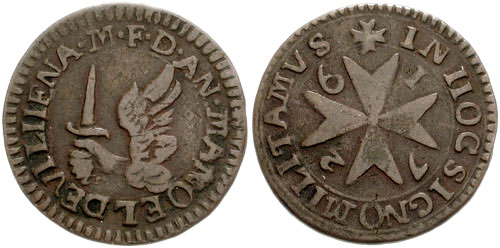
Мальтийский грано 1726 года

Гра́но (от итал. grano «зёрнышко») — название южноитальянской меры веса и средневековых монет ряда итальянских государств и Мальтийского ордена. Монеты с обозначением номинала в грано чеканили в Неаполитанском королевстве и на Мальте с XV века по 1859 год включительно. После вхождения Мальты в состав Великобритании британцы выпустили идентичные грано треть фартинга. С 1967 года Мальтийским орденом возобновлена чеканка грано в сувенирных целях.

## История
Первоначально в качестве единицы веса грано был определён во время правления Фридриха II в 1222 году. Один грано был равным 0,0445 г или 1⁄600 унции. Длительное время являлся счётной денежной единицей.

### Неаполитанский грано
Первые медные монеты «грано» отчеканили при Фердинанде I (1458—1494). На аверсе помещали изображение или инициалы монарха, на реверсе крест или герб государства.
Во время правления Филиппа II (1556—1598) для Неаполя чеканили серебряные грано. Их вес составлял 0,35 г. В последующем в Неаполитанском королевстве сложилась денежная система в которой 1 грано соответствовал 12 кавалло, 2 торнезе, 1⁄10 карлино, 1⁄20 тари и 1⁄120 пиастра (см. табл. 1). За несколько столетий выпуска чеканили монеты номиналом 5, 10, 20, 60 и 120 грано. Последние неаполитанские монеты с обозначением номинала в грано были отчеканены в 1859 году.
| Денежная система Неаполитанского королевства до объединения Италии | Денежная система Неаполитанского королевства до объединения Италии | Денежная система Неаполитанского королевства до объединения Италии | Денежная система Неаполитанского королевства до объединения Италии | Денежная система Неаполитанского королевства до объединения Италии | Денежная система Неаполитанского королевства до объединения Италии | Денежная система Неаполитанского королевства до объединения Италии |
|                                                                    | Кавалло                                                            | Торнезе                                                            | Грано                                                              | Карлино                                                            | Тари                                                               | Пиастр                                                             |
| ------------------------------------------------------------------ | ------------------------------------------------------------------ | ------------------------------------------------------------------ | ------------------------------------------------------------------ | ------------------------------------------------------------------ | ------------------------------------------------------------------ | ------------------------------------------------------------------ |
| Пиастр                                                             | 1440                                                               | 240                                                                | 120                                                                | 12                                                                 | 6                                                                  | 1                                                                  |
| Тари                                                               | 240                                                                | 40                                                                 | 20                                                                 | 2                                                                  | 1                                                                  |                                                                    |
| Карлино                                                            | 120                                                                | 20                                                                 | 10                                                                 | 1                                                                  |                                                                    |                                                                    |
| Грано                                                              | 12                                                                 | 2                                                                  | 1                                                                  |                                                                    |                                                                    |                                                                    |
| Торнезе                                                            | 6                                                                  | 1                                                                  |                                                                    |                                                                    |                                                                    |                                                                    |
| Кавалло                                                            | 1                                                                  |                                                                    |                                                                    |                                                                    |                                                                    |                                                                    |

### Мальтийский грано
Мальтийский орден чеканил монеты в грано до 1790 года. Монеты номиналом в 5 грано получили название «cinquina», 10 — карлино. 20 грано составляли 1 тари, 12 тари — 1 скудо. В 1798 году, утратив остров Мальта, орден полностью прекратил чеканку монет. В 1814 году, после окончания Наполеоновских войн, Мальта вошла в состав Великобритании. Англичане использовали в качестве платёжного средства на островах Мальтийского архипелага британские деньги, но медные орденские грано продолжали использоваться в обращении до ноября 1827 года. Учитывая местную специфику, британскими властями были отчеканены для использования исключительно на Мальте монеты номиналом в треть фартинга, которые соответствовали по своим весу и диаметру одному грано. На островах новые денежные знаки получили название хабба (англ. habba). Британские аналоги грано чеканили вплоть до 1913 года при английских королях Георге IV в 1827, Вильгельме IV в 1835, Виктории в 1844, Эдуарде VII в 1902 и Георге V в 1913 годах. В 1930-х эти монеты были выведены из оборота.
В 1961 году Мальтийский орден возобновил чеканку монет по старой монетной системе. С 1967 года монетным двором ордена чеканятся бронзовые монеты в 10 грано. Учитывая особый международно-правовой статус Мальтийского ордена их можно рассматривать как монеты суверенного государства, так и как сувенирную продукцию. Средства от продажи этих денежных знаков идут на благотворительные цели и на пополнение финансовых активов ордена.